# میلان یووانوویچ (بازیکن فوتبال، زاده ۱۹۸۳)
میلان یووانوویچ (به صربی: Milan Jovanović) (زاده ۲۱ ژوئیه ۱۹۸۳) بازیکن فوتبال اهل کشور مونته‌نگرو است.
وی سابقه عضویت در تیم‌های مطرحی همچون راپیدوین، ستاره سرخ بلگراد و لوکوموتیو صوفیه را دارد، یووانوویچ همچنین ۳۳ بازی ملی در کارنامه دارد.